# 時村
時村（ときむら）は、かつて岐阜県養老郡に存在した町である。
合併で上石津村（後の上石津町）になり、現在は大垣市上石津地域自治区の南部である。
養老山地の西、牧田川最上流部に位置する。南と西は三重県と接する。

## 歴史
- 江戸時代末期、この地域は美濃国石津郡であり、交代寄合の美濃衆（高木氏）が領有していた。
- 1874年（明治7年） -
  - 下村と山上村が合併し、下山村となる。
  - 堂ノ上村が上堂ノ上村と下堂ノ上村に分立する。
- 1889年（明治22年）7月1日 - 細野村、上村、打上村、上堂ノ上村、下山村が合併し、冠村となる。
- 1890年（明治23年）3月24日 - 時村に改称する。
- 1897年（明治30年）4月1日[1] - 郡制に基づき、上石津郡と多芸郡の一部が合併し、養老郡になる。
- 1897年（明治30年）4月1日 - 時村と時山村が合併し、時村となる。
- 1955年（昭和30年）1月15日 - 牧田村、多良村、一之瀬村と合併し、上石津村となる。同日、時村廃止。

## 小字
- 大字下山
  - 寺尾、笹尾、下、下田、平岨、右野、下ノ平、下川原、朝欠、石河、市原、大木切、東谷、右近太郎、向野、長屋前、長屋、山上、南川原、大野、久保、赤干、湯谷、上ノ平、寺中、西ノ平、竈場
- 大字打上
  - 蕨野、川原、打上、暮ヶ谷、渡瀬、大凹、樫ノ木戸、細田、井之尻、野貝戸、除ヶ下、東浦、和原野、平六谷、竹成、大田和、仏谷、魚名
- 大字堂之上
  - 奥井戸谷、古細野、口井戸谷、蕨野、横地前、仲田、百間、宮下、宮西、井戸ノ脇、貝戸、大野、岡、上野、北谷、奥野、谷川、西ノ平、地空、郁利
- 大字上
  - 住鹿、和原、沢之越、井新田、宮西、井ノ脇、虫野、中組、岡、中岡、野田、井ノ上、北庄、竈場、登リ、初谷、土々ヶ谷、梅ノ木谷、郁利
- 大字細野
  - 登リ、住鹿、和原、細野、太阪、持毛、古細野、神明堂、石子、アゾゲ、浅ヶ谷
- 大字時山
  - 東出、東屋敷、西屋敷、平、藪谷、登リ、毘沙門、南屋敷、陰、射場、阿蘇、清内

## 学校
- 時村立時小学校（現・大垣市立時小学校）
- 時村立時山小学校（1975年に時小学校に統合）
- 時村立時中学校（1975年に､時中学校・多良中学校・日彰中学校が統合。現・大垣市立上石津中学校）

## 出身有名人
- 江口夜詩（作曲家）